# 阿尔韦特·拉莫斯-比尼奥拉斯
阿尔韦特·拉莫斯-比尼奥拉斯（西班牙語：Albert Ramos-Viñolas，1988年1月17日—），是一位西班牙職業網球運動員，現居西班牙马塔罗。他曾参加2016年夏季奥林匹克运动会，在单打项目第一轮负于日本选手锦织圭出局。

## 外部連結
- 阿尔韦特·拉莫斯-比尼奥拉斯（英文/西班牙文）的官方資料
- 阿尔韦特·拉莫斯-比尼奥拉斯的國際網球總會 職業／青少年 官方資料（英文）
- 阿尔韦特·拉莫斯-比尼奥拉斯的官方資料（英文）